# Hey Hey R&R
『Hey Hey R&R』（ヘイ・ヘイ・アールアンドアール）は、TWINZERの8枚目のアルバム。

## 概要
デビュー30周年の2022年に活動再開したTWINZERの25年ぶりとなるオリジナルアルバムである。
一時期サブスクリプション配信を停止していたが、2023年12月8日に再開した。

## ライブ
アルバム発売日の2023年6月15日に『TWINZER「Hey Hey R&R」レコ発ライブ in Tokyo』を新宿ロフトにて開催した。

## 収録曲
| #         | タイトル                          | 作詞                          | 作曲             | 編曲      | 備考             | 時間  |
| --------- | --------------------------------- | ----------------------------- | ---------------- | --------- | ---------------- | ----- |
| 1.        | 「Hey Hey R&R」                   | マイクスギヤマ                | 生沢佑一         |           |                  | 3:58  |
| 2.        | 「Play That Funky Music (cover)」 | Parissi Robert W              | Parissi Robert W |           |                  | 5:12  |
| 3.        | 「After the rainy days」          | マイクスギヤマ                | 生沢佑一         |           |                  | 4:58  |
| 4.        | 「Black Sheep」                   | マイクスギヤマ                | 生沢佑一         |           |                  | 4:47  |
| 5.        | 「Antinomy」                      | マイクスギヤマ                | 生沢佑一         |           |                  | 3:13  |
| 6.        | 「Rock Man [English Version]」    | 生沢佑一 訳詞：マイクスギヤマ | 生沢佑一         |           |                  | 4:28  |
| 7.        | 「Who are you」                   | マイクスギヤマ                | 生沢佑一         |           |                  | 2:08  |
| 8.        | 「Sunrise Blues」                 | マイクスギヤマ                | 生沢佑一         |           |                  | 2:35  |
| 9.        | 「Rock Man (self cover)」         | 生沢佑一                      | 生沢佑一         |           | ボーナストラック | 4:25  |
| 合計時間: | 合計時間:                         | 合計時間:                     | 合計時間:        | 合計時間: | 合計時間:        | 35:44 |

## 楽曲解説
1. Hey Hey R&R
  - ミュージックビデオが製作され、本アルバムのリリースに先駆け4月25日に生沢佑一の公式YouTubeチャンネルにて公開された。
  - 7thアルバム『FIFTH HARD CORE』収録曲の「HEY HELL ROCK'N ROLL」の英詞によるリメイク。
2. Play That Funky Music (cover)
  - Wild Cherryの楽曲のカバー。
  - ミュージックビデオが製作され、12月12日に生沢佑一の公式YouTubeチャンネルにて公開された。
  - 生沢佑一のライブで何度か披露されていた。
  - アレンジは、ファンキーというよりヘヴィーなものになっている。
3. After the rainy days
4. Black Sheep
  - 生沢佑一のファンクラブサイト「Fanicon」で今作のレコーディングの様子が何度か配信されていたが、その初日の最初にレコーディングしていたのがこの曲の頭のアコギ一本で歌うパート。「チャオ」のタイミングを試行錯誤したという。
5. Antinomy
6. Rock Man [English Version]
  - 3rdアルバム『STRANGE BLUE』の収録曲の英詞での新録。
7. Who are you
8. Sunrise Blues
  - アルバム作成時に「もう1曲足りないな」と急遽作って入れたと生沢佑一の誕生日配信で話していた。なお、そのときのタイトルは「Hey Hey Blues」であった。
9. Rock Man (self cover)
  - ボーナストラック。
  - 3rdアルバム『STRANGE BLUE』の収録曲の新録。
  - オケは「Rock Man [English Version]」と同じものである。

## 参加ミュージシャン

### TWINZER
- 生沢佑一 - Vocal
- 関将 - Guitar
- K-A-Z - Guitar
- 満園庄太郎 - Bass
- 黒瀬蛙一 - Drum